# Kentin Mahé
Kentin Mahé (Paris, 22 de maio de 1991) é um handebolista profissional francês, medalhista olímpico

## Carreira
Kentin Mahé integrou a Seleção Francesa de Handebol no Rio 2016, conquistando a medalha de prata.